# Уравнения на Ойлер
Уравнения на Ойлер са уравнения в хидрогазодинамиката, описващи движението на свиваем невискозен флуид. Те се получават от уравненията на Навие-Стокс при вискозитет, равен на нула. Уравненията изразяват законите за запазването на масата, момента и енергията при флуидите.
Уравненията са наречени на името на Леонард Ойлер. Описанието по-надолу е при условие, че е в сила класическата механика (виж релативистки уравнения на Ойлер).
Уравненията на Ойлер могат формално да се редуцират до потенциален поток при ограничението на много малък (клонящ към нула) критерий (число) на Макс, или иначе казано, когато флуидът може да се разглежда като несвиваем.
Диференциалната форма на уравненията е:
{\displaystyle {\partial \rho  \over \partial t}+\nabla \cdot (\rho \mathbf {u} )=0}
{\displaystyle {\partial \rho {\mathbf {u} } \over \partial t}+\nabla \cdot (\rho \mathbf {u} )\mathbf {u} +\nabla p=0}
{\displaystyle {\partial E \over \partial t}+\nabla \cdot (\mathbf {u} (E+p))=0}
където:
- {\displaystyle E=\rho e+\rho (u^{2}+v^{2}+w^{2})/2} е пълната енергия за единица обем;
- {\displaystyle e} е вътрешната енергия за единица маса на флуида;
- {\displaystyle p} е налягането, {\displaystyle u} е скоростта на флуида;
- {\displaystyle \rho } е плътността на последния.

Второто уравнение включва дивергенция на двукомпонентен (диадичен) тензор и може да се запише като:
{\displaystyle {\partial \rho u_{j} \over \partial t}+{\partial \rho u_{i}u_{j} \over \partial x_{i}}+{\partial p \over \partial x_{j}}=0}
Трябва да се отбележи, че горните уравнения са преобразувани в консервативна форма, този запис набляга на техния физически характер и е най-удобната форма за изчислителната хидрогазодинамика. Компонентата на момента в Уравненията на Ойлер се изразява обикновено като:
{\displaystyle \rho \left({\frac {\partial }{\partial t}}+{\mathbf {u} }\cdot \nabla \right){\mathbf {u} }+\nabla p=0}
от тази форма остава неясна директната връзка между уравненията на Ойлер и вторият закон на Нютон за движение (по специално не е интуитивно ясно, защо уравнението е вярно и {\displaystyle \left(\partial /{\partial t}+{\mathbf {u} }\cdot \nabla \right)(\rho {\mathbf {u} })+\nabla p=0} не е вярно).
В консервативна векторна форма, Уравненията на Ойлер се записват като:
{\displaystyle {\frac {\partial U}{\partial t}}+{\frac {\partial F}{\partial x}}+{\frac {\partial G}{\partial y}}+{\frac {\partial H}{\partial z}}=0}
където
{\displaystyle U={\begin{pmatrix}\rho \\\rho u\\\rho v\\\rho w\\E\end{pmatrix}}\qquad F={\begin{pmatrix}\rho u\\p+\rho u^{2}\\\rho uv\\\rho uw\\u(E+p)\end{pmatrix}}\qquad G={\begin{pmatrix}\rho v\\\rho uv\\p+\rho v^{2}\\\rho vw\\v(E+p)\end{pmatrix}}\qquad H={\begin{pmatrix}\rho w\\\rho uw\\\rho vw\\p+\rho w^{2}\\w(E+p)\end{pmatrix}}.\qquad }
Тази форма подсказва, че {\displaystyle F,G,H} са потоци.
Горните уравнения изразяват запазването на масата, трите компоненти на момента и енергията. Това са пет уравнения с шест неизвестни. За допълване на системата е нужно и уравнение на състоянието (най-използваното уравнение е законът за идеалния газ {\displaystyle p=\rho (\gamma -1)e}).